# Calamintha nepeta
Calamintha nepeta
Calamintha nepeta (mais conhecida pelo mundo como Clinopodium nepeta) é uma espécie de planta com flor, pertencente à família das Labiadas e ao tipo fisionómico dos caméfitos. É comummente conhecida como nêveda .    
É apreciada pelas suas propriedades aromática e medicinais.

## Nomes comuns
Além do substantivo «nêveda», esta espécie dá ainda pelos seguintes nomes comuns: calaminta, calaminta-das-montanhas, erva-nêveda, nêveda-maior, nêfeta e erva-das-azeitonas.  
Regionalmente, as plantas desta espécie pertencentes à subespécie sylvatica também são conhecidas como lêveda, poejo-da-serra e erva-azeitoneira.

### Etimologia
Quanto ao nome científico desta espécie:
- O nome genérico, Calamintha, provém do grego clássico, tratando-se da aglutinação dos étimos kalos (bela) e mintha (menta), significando, por isso «menta bonita».[10]
- O nome genérico alternativo, Clinopodium, também provém do latim clinopodion, que por sua vez é uma adpatação do étimo grego κλινοπόδιον (klinopódion), tratando-se esta palavra, por seu turno, da aglutinação dos étimos κλίνη (klínē), que significa «base; cama» e πόδιον (pódion), que significa «pé».[11]

- O epíteto específico, nepeta,  provém do latim, tratando-se de uma declinação do étimo, nĕpĕta que aludia à nêveda italiana[12]( actual espécie Nepeta Italica)[13].

Do que toca aos nomes comuns: 
- os substantivos «nêveda»[4], «nêfeta»[2] e outras variantes, são deturpações, pela via popular, do étimo latino nĕpĕta.[12]
- o nome comum «calaminta» é um aportuguesamento do étimo «calamintha»[6], que entrou no português por via erúdita.
- o nome comum «erva-das-azeitonas» deve-se ao facto desta planta ser usada para aromatizar azeitonas em conserva.[5]

## Descrição
Planta subarbustiva, ramosa e aromática, de aspecto muito variável, podendo medir entre 20 a 75 centímetros de altura. O caule é moderadamente piloso.
Do que toca às folhas, são de formato ovado ou ovado-arredendado, a borda tanto pode ser inteira ou dentada, apresentado páginas que podem ser moderadamente pelosas e glandulosas.
A inflorescência desta espécie assume a forma de verticilastros de 2 a 14 flores, cada um. Estas inflorescências são frequentemente corimbiformes ou umbeliformes, contando com bracteolas muito pequenas.
As flores destacam-se pela corola, de dimensões maiusculas ou mediocre, alternando entre os 6 e os 20 milímetros, ostentando uma coloração geralmente lilás-pálida ou, raras vezes, branca. O florescimento ocorre de Abril a Novembro.

## Distribuição
Esta espécie é originária do Sul e Centro do continente europeu, com particular incidência na orla europeia do mediterrâneo. Marca também presença no Próximo Oriente, incluindo a Ásia ocidental até ao Irão, e no Noroeste do continente africano, de Marrocos até à Tunísia.

### Portugal
Trata-se de uma espécie presente no território português, marcando presença em todas as zonas do território de Portugal Continental, encontrando-se também presente nos arquipélagos dos Açores e da Madeira.
Mais particularmente, os seguintes táxones infraespecíficos:
- Calamintha nepeta subsp. nepeta - presente em Portugal Continental, no Arquipélago dos Açores e no Arquipélago da Madeira. Em termos de naturalidade é nativa das três regiões atrás referidas. Não se encontra protegida por legislação portuguesa ou da Comunidade Europeia.
- Calamintha nepeta subsp.sylvatica - presente no Arquipélago da Madeira, sendo nativa dessa região.[18]

### Ecologia
Trata-se de uma espécie ruderal e, embora seja uma é uma indiferente edáfica, privilegia os sítios secos e áridos, conseguindo prozar em solos relativamente nitirificados.
Pode encontrar-se amiúde, em sebes-vivas, nas orlas de caminhos,  escarpas e nas cercanias de bosques e matagais.
Também medra em prados, sob frentes umbrias.

## Usos

### Culinária
Dadas as propriedades aromáticas desta planta, cujo odor lembra o da menta, a erva-das-azeitonas é amiúde usada nas conservas de azeitona. Com efeito, esta espécie tem ainda outras utilidades culinárias, sendo usada na preparação de chás e saladas.

### Medicina
No âmbito da etnobotânica esta espécie é reputada como estimulante geral, antiespasmódica, calmante, diaforética e expetorante. São-lhe também atribuídas propriedades eupépticas, antiflatulentas, estimulantes e tónicas.
Foi utlizada na Idade Média na preparação de mezinhas para tratar zunidos dos ouvidos e dores abdominais. Historicamente, foi encarada como capaz de substituir a espécie Melittis melissophyllum L., em vários preparados e mezinhas.

## Taxonomia
A autoridade científica da espécie é (L.) Savi, tendo sido publicada em Flora Pisana 2. 1798.

### Sinonímia
- Satureja calamintha (L.), Scheele.

- Calaminta baetica Boiss. et Reut.

- Calaminta baetica Boiss. et Heldr.

- Calamintha nepeta (L.) Savi subsp. glandulosa (Req.) P. W. Ball

- Melissa calamintha L.

- Calamintha officinalis Moench

- Thymus glandulosus Req.

- Melissa glandulosa (Req.) Benth.

- Calamintha glandulosa (Req.) Benth.

- Calamintha adscendens Willk. & Lange

- Calamintha byzantina K.Koch

- Calamintha canescens J.Presl

- Calamintha heterotricha Boiss. & Reut.

- Calamintha macra Klokov

- Calamintha montana Lam.

- Calamintha pauciflora Lange

- Calamintha spruneri Boiss.

- Calamintha stricta Rchb.f.

- Clinopodium calamintha (L.) Kuntze

- Clinopodium glandulosum (Req.) Kuntze

- Clinopodium heterotrichum (Boiss. & Reut.)